# Боргаркиркья
Боргаркиркья (исл. Borgarkirkja [ˈpɔrkarˌcɪrca]] — церковь утёса) — лютеранская церковь, расположенная в историческом поселении Борг в городе Боргарнес. Находится в списке охраняемых зданий региона Вестюрланд.

## Расположение церкви
Боргаркиркья находится на землях «Борг ау Мирюм» (исл. Borg á Mýrum — утёс на болотах), принадлежавших первопоселенцу Скатлу-Гримюру Квельд-Ульфссону (исл. Skalla-Grímur Kveld-Úlfsson). Квельд-Ульвюр на смертном одре завещал сыну обосноваться как можно ближе к месту, где похоронят Квельд-Ульфссона. В Книге о заселении Исландии (исл. Landnámabók) указано: «Он (то есть Скатла-Гримюр) основал поселение в той бухте, где гроб Квельд-Ульвюра опустили на землю, и назвал его Борг, и тогда назвал он фьорд Боргарфьорд». Также Борг упоминается в Саге об Эгиле (исл. Egils saga), где внимание больше уделено жизни Эгилю Скатлагримссону (исл. Egill Skalla-Grímsson) и его сыну Торстейну (исл. Þórsteinn Egilsson). Есть указания о Борге и в Саге о Гуннлауге (исл. Gunnlaugs saga ormstungu).
В Боргарфьорде (исл. Borgarfjörður) расположен длинный и узкий скальный мыс Боргарнес (исл. Borgarnes), который ранее назывался Дигранес (исл. Digranes). Западнее мыса расположена бухта Боргарвогюр (исл. Borgarvogur). У основания бухты на холмистом вале находится хутор[уточнить] и церковь, а позади них — массивный скалистый утёс. Кладбище находится несколько восточнее жилого дома, а церковь — с его западной стороны, обращённая главным входом к бухте. Изначально церковь располагалась во дворе хутора и была обращена фасадом на север. Старое здание церкви сильно пострадало во время пожара в 1950 году, и после этого в 1951 году оно было перенесено на старое место расположения хутора.

## История

### Первое упоминание

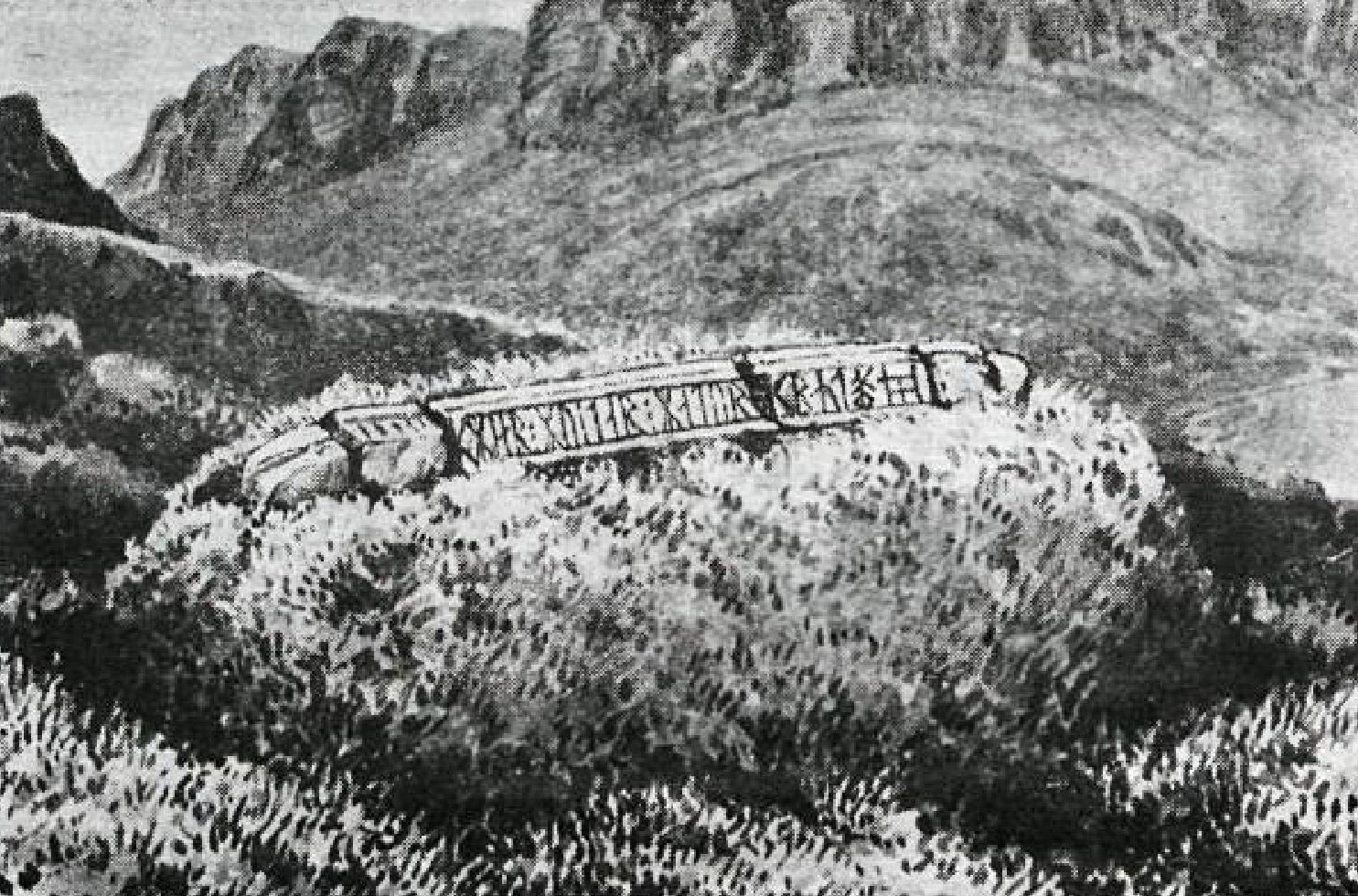
Могила Кьяртана Оулафссона. Из походной книги Уильяма Гершома Коллингвуда

В Саге о людях из Лососьей долины (исл. Laxdæla saga) говорится, что Кьяртан Оулафссон (исл. Kjartan Ólafsson), внук Скатла-Гримюра, был убит в 1003 году, и похоронен в Борге в церкви, которая была построена по указанию Торстейна Эгильсона. Могильный камень, который долгое время считался поставленным Кьяртану, оказался с другим именем. Потому в 1839 году была установлена новая надгробная подпись. Однако эта эпитафия не сохранилась надолго[уточнить], и потому в 1851 году Боргаркиркье в дар была послана новая эпитафия Кьяртану на место утерянной.
Первое достоверное упоминание о церкви обнаруживается в 1200 году в реестре церквей епископа Паля Йонссона, входящих в диоцез Скаульхольта. Опись церкви была впервые проведена в 1354 году, согласно ей церковь была посвящена архангелу Михаилу.

### История современного здания
Деревянное здание церкви было построено в 1880 году. В середине XX века церковь была перенесена. Тогда же она была немного изменена, однако позже оригинальный вид частично восстановили.
В Борге находилась ранее дёрновая церковь, построенная в 1844—1846 годах. Её стены и крыша были выполнены из дёрна, а фасад был сделан из дерева, площадь её была около 35 m². В 1875 году здание дёрновой церкви было признанным непригодным из-за явных признаков разрушения. В первом описании деревянного здания Боргаркиркьи было указано, что оно было воздвигнуто «на месте гнилой и обрушившейся церкви». Строительство новой деревянной церкви было необходимо для того, чтобы пастор округа мог проводить службы в более величественном здании, так как Борг с 12 октября 1849 формально считалось резиденцией пастора.

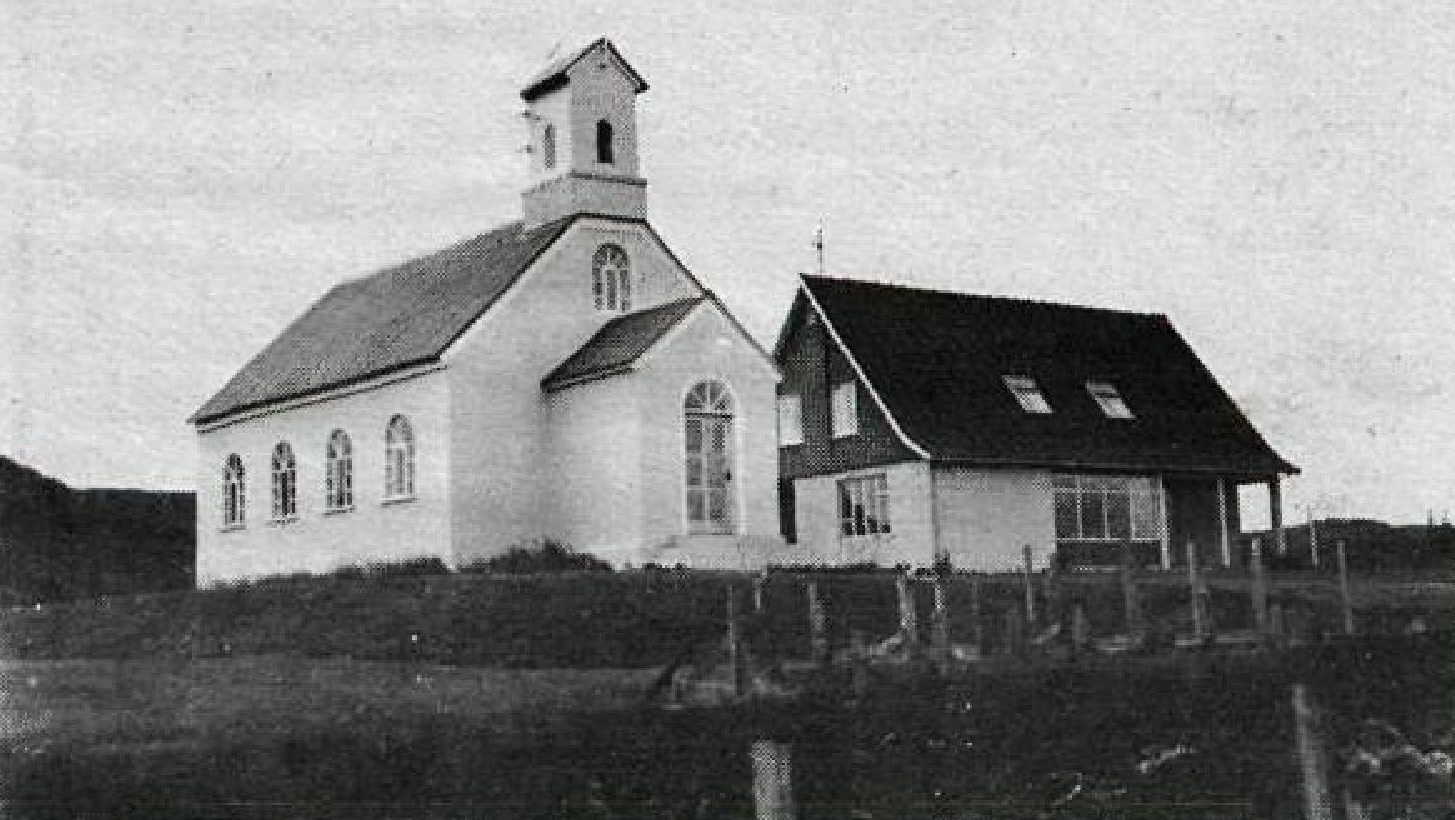
Борг ау Мирюм (Borg á Mýrum). 1960 год

Архитектором и главным строителем церкви считался Халлдор Бьярнасон (1824—1902) (Halldór Bjarnason), который также предположительно являлся разработчиком нескольких других церквей в округе. Однако при детальном рассмотрении эскизов Боргаркиркьи выяснилось, что другим возможным разработчиком церкви являлся Йорюндюр Торстейнссон (1822—1903) из Смидьюветлир (Jörundur Þórsteinsson frá Smiðjuvöllum). Скорее всего именно он был архитектором церкви; на это указывает заметка самого Йорюндюра в отчёте о недавно построенном здании 4 января 1882 года. Возможно, что Халлдор имел какое-то отношение к церкви, однако об этом нет упоминания в отчёте. Возможной причиной этого было то, что он не получил оплаты за свою работу.

## Описание церкви

### Вид снаружи
Боргаркиркья — деревянная церковь, отделанная снаружи рейками. Размеры церкви: 9,6 м в длину и 6,3 м в ширину; высота стен — 3,2 м, высота башни — 6,3 м. Размеры фасада: 2,2×2,3 м. Церковь стоит на бетонном фундаменте, высота части фундамента, виднеющейся над землёй — около 80 см. Ранее фундамент был каменный, однако он изначально был выполнен некачественно и уже в 1935 году пришёл в негодность. Стены церкви отделаны деревянными рейками, как и было на оригинальной церкви 1880 года, однако изначальная отделка была дополнена гофрированным железом, шпаклёвкой и алюминиевым покрытием, на настоящий момент этих элементов не сохранилось. Крыша церкви покрыта гофрированным железом.
Церковь окрашена в те же цвета, в которых она была долгое время: белый и красный. Стены и окна — белые; красный цвет имеют дверь, крыша и рамы проёмов, а основание — серого цвета. В описании церкви 1880 года указано, что: «церковь окрашена внутри и снаружи жёлтой и синей масляными красками». Это довольно необычные цвета для исландских церквей; объясняется это тем, что изначально крыша была деревянная и просмоленная. Цвета были изменены в 1911 году, когда крыша стала уже металлической.

### Вид внутри
Внутри здание поделено на вход в церковь и собственно церковь. Стены отделаны рейками, окрашенными в белый цвет. Пол всего внутреннего помещения церкви выложен широкими лакированными досками из ели. Потолок окрашен в синий цвет, также он украшен жёлтыми звёздами.